# ميخائيل هولمز
ميخائيل هولمز (بالإنجليزية: Michael Holmes)‏ هو سياسي بريطاني، ولد في 6 يونيو 1938 في المملكة المتحدة. حزبياً، نشط في حزب استقلال المملكة المتحدة. في انتخابات البرلمان الأوروبي 1999، انتخب عضو في البرلمان الأوروبي عن دائرة جنوب غرب إنجلترا ‏ لترشحه ضمن  قائمة حزب استقلال المملكة المتحدة، وقد انضم خلال فترته النيابية (20 يوليو 1999 – 15 ديسمبر 2002)  للكتلة البرلمانية غير مرتبطين وانتخب عضو في البرلمان الأوروبي وانتخب Leader of the UK Independence Party ‏.